# Championnat de Suisse de hockey sur glace 1937-1938
Saison précédente Saison suivante
La saison 1937-1938 est la 29e saison du championnat de Suisse de hockey sur glace, la première saison de « Ligue nationale A » (LNA), qui remplace le « championnat national ».

## Ligue nationale A
| Clt   | Équipe                  | PJ | V | D | N | BP | BC | Diff | Pts |
| ----- | ----------------------- | -- | - | - | - | -- | -- | ---- | --- |
| +001, | HC Davos (T)            | 5  | 4 | 0 | 1 | 20 | 1  | +19  | 9   |
| +002, | Zürcher SC              | 5  | 4 | 1 | 0 | 15 | 3  | +12  | 8   |
| +003, | HC Saint-Moritz         | 5  | 2 | 1 | 2 | 8  | 5  | +3   | 6   |
| +004, | CP Berne                | 5  | 2 | 3 | 0 | 8  | 6  | +2   | 4   |
| +005, | Grasshopper Club Zurich | 5  | 1 | 1 | 3 | 3  | 13 | -10  | 3   |
| +006, | NEHC Bâle               | 5  | 0 | 5 | 0 | 3  | 29 | -26  | 0   |

- En gras : champion de Suisse
- En italique : en barrage de promotion/relégation

Davos, entraîné par le Canadien Jack Steadmann et emmené par la Ni-Sturm, ligne composée de Richard Torriani, Hans Cattini et Ferdinand Cattini, est champion de Suisse pour la 11e titre de son histoire, le 2e consécutivement. Défait 4-1 par le HC Arosa en barrage de promotion-relégation LNA/Série A, le NEHC Bâle est quant à lui relégué.